# Сорокина, Ольга Александровна
Ольга Александровна Сорокина (род. 21 мая 1969, Орел, СССР) — советский и российский живописец.

## Биография
Ольга Александровна Сорокина родилась 21 мая 1969 года в городе Орёл.
С 1986 по 1990 училась в Орловском художественном училище, преподаватель Рымшин Н. И.
С 1990 по 1992 в Харьковском художественно-промышленном институте, мастерская проф. Гуменюка Ф. М.
С 1992 по 1997 в Киевской Академии художеств.
С 1998 преподаватель Орловского Художественного Училища. В этом же году была принята в ВТОО «Союз художников России».
С 2005 года стипендиат Союза художников России
Участница Всероссийского пленера им В. С. Сорокина (2001, Елец-Липецкая область), Всероссийского «Сиреневого пленэра» (2004-с, Мещерка-Липецкая область), Орловского пленэра «Тургеневская осень» (2007, Спасское-Лутовиново-Мценск-Орловская область), «Ревенского пленэра» (2007, Навилинский район-Брянская область).
Произведения отмечены Дипломами Союза художников России (1997, 1997, 2005, 2005 , 2006), Дипломом III степени (2008); Дипломом II степени (2009); Первой премией Международной выставки, посвященной 140-летию И. А. Бунина (2010).
Произведения О. А. Сорокиной находятся в киевской галерее «Виктория», в музее изобразительных искусств г. Белгород, в частных коллекций Германии и Канады.

## Выставки
Областные (с 1994 г.);
республиканские:
- Всеукраинская художественная выставка (1994, Киев)
- «50 лет освобождения Украины от фашистских захватчиков» (1994, Киев)
- Выставка «Киев-Санкт-Петербург» (1995, Галерея Виктория-Киев)
- «Молодость России» (2002, Брянск)
- «Выдающиеся женщины-художницы Украины» (1996, 1997-Киев)

межобластные:
- «Край Чернозёмный» (1998, Воронеж)
- «Молодость России» (2002, Брянск)

всероссийские:
- «Художники России-Москве», посвященная 850-летию со дня основания Москвы (1997, Москва)
- «Болдинская осень», посвященная 200-летию со дня рождения А. С. Пушкина (1999, Москва)
- Выставка, посвященная 2000-летию Рождества Христова «Духовность, традиции, единение» (2000, Москва)
- «Молодые художники России» (2002-Москва); «Наследие» (2003-Воронеж); «Возрождение» (2005, Белгород)
- Всероссийский конкурс выставка-форум «Православная Русь» (2006, 2008, 2009, Москва)
- Выставка пейзажа «Образ Родины» (2008, Тамбов)

региональные:
- Выставка произведений художников центральных областей России (1997, Москва)
- IX, Х «Художники центральных областей России» (2003, Липецк; 2008, Ярославль")

международные:
- «Победа!», выставка, посвященная 60-летию Победы в Великой Отечественной войне (2005, Москва)
- выставка-проект «Тихая провинция» — «Орловское художественное училище. О. А. Сорокина и студенты» на Московском международном салоне «ЦДХ-2008» (2008, Москва)

персональные:
- (1999, Орел)
- Выставка произведений О. А. Сорокиной и Ю. М. Черкасова (2003, Болхов)
- «Женский портрет на фоне весны» (2004, Орел)
- Выставка произведений орловских художников (О. М. Душечкина, А. В. Кузнецов, Г. Н. Миночкин, О. А. Сорокина, Ю. М. Черкасов), посвященная 800-летию г. Болхова (2006, Болхов-Орловская область)
- «Живопись Ольги Сорокиной» (2009, Орел; 2010, Белгород)[1]